# Artyom Iszaakovics Alihanyjan
Artyom Iszaakovics Alihanyjan (oroszul: Артём Исаакович Алиханьян, Tbiliszi, 1908. június 24. – Moszkva, 1978. február 25.), örmény nevén Artem Iszahaki Alihanjan (örményül: Արտեմ Ալիխանյան) örmény származású szovjet fizikus, a Jereváni Fizikai Intézet alapítója és első igazgatója, a Szovjet Tudományos Akadémia levelező tagja (1946), az Örmény Tudományos Akadémia akadémikusa volt. Pjotr Kapicával, Lev Landauval, Igor Kurcsatovval, Abram Alihanovval és másokkal együtt lerakta a szovjet magfizika alapjait. Az örmény fizika atyjaként tartják számon.

## Életrajza
Az akkor az Orosz Birodalomhoz tartozó Tbilisziben (akkor Tiflisz) született örmény családban. Négyen voltak testvérek. Egyik bátyja, Abram Alihanov (eredetileg Alihanyjan) is híres fizikus lett. 1912-ben a család Alekszandropolba (ma: Gjumri) költözött, ott pincérként és újságeladóként dolgozott. Először otthon tanították, majd később magántanulóként végzett a 100. sz. tifliszi iskolában.
1930-ban, mielőtt végzett a Leningrádi Állami Egyetemen, tagja lett a leningrádi Fizika-Technika Intézetnek, ahol együtt dolgozott a bátyjával. A párképződést és az abból adódó pozitronspektrumot kutatták. A pozitronok megfigyelésére Alihanov, a tanítványa, M. Kozodajev és Alihanyjan egy mágneses spektrométer és két szomszédos Geiger–Müller-számláló kombinációját használta. Ez a munka kiindulópontja lett a rádiótechnika alkalmazásának a kísérleti nukleáris fizikában a Szovjetunióban. A második világháború előtt vizsgálták a béta-bomlást, felfedezték a gamma-sugarak belső átalakulását és kísérletileg megerősítették az energiamegmaradást a pozitron megsemmisítésekor. 1934-ben kutatócsoportjuk (B. Dzselepov, Alihanov és Alihanyjan) az úttörők között volt, akik a radioaktív bomlás jelenségét figyelték meg. Alihanov és Alihanyjan 1938-ban javasolták a neutrínó nyugalmi tömegének meghatározására szolgáló módszert a 7Be magjainak bomlása alapján. Kutatásaikért mindkét testvér (anélkül, hogy a kommunista párt tagjai lettek volna) a Szovjetunió Állami Díjában részesült.
1942-ben tudományos expedíciót indítottak az Aragacra a kozmikus sugarak harmadik (proton) komponensének keresése céljából. Felfedezték az úgynevezett keskeny zuhanyokat a kozmikus sugarakban, és először bizonyították, hogy a kozmikus sugárzás tartalmaz a műon és a proton közötti tömegű részecskéket. Leningrád ostroma során Alihanyjan és néhány kollégája mentesült a teljes munkaidős védelmi munkától annak érdekében, hogy kidolgozzanak egy szinkrociklotront – a gyorsítót, amelyet végül 1955-ben Dubnában építettek meg. 1948-ban A. Alikhanov és A. Alihanyjan ismét a Szovjetunió állami díjában részesültek a kozmikus sugarak vizsgálatáért. Miután a kozmikus sugárállomást megalapították az Aragacban 3250 m tengerszint feletti magasságban, a két testvér részt vett az Örmény Tudományos Akadémia megalapításában is és 1943-ban létrehozta a Jereván Fizikai Intézetet. A. Alihanyjan lett az igazgatója a következő harminc évben. 1956-ban A. Alihanyjan, A. Alikhanov és Viktor Ambarcumjan kezdeményezte a Jereván szinkrotron létrehozását 6 GeV elektronenergiával.
1965-ben a Harvard Egyetem meghívta Alihanyjant, hogy tartsa meg a Loeb- és Lee-előadásokat fizikából. Európából ő lett a Harvard Egyetem első Loeb-professzora. Alihanyjan fizikai-matematikai tudományok doktora volt, a Jereván Állami Egyetem professzora, a Lebegyev Intézet fizikai laboratóriumának vezetője, a moszkvai Műszaki Fizikai Intézet nukleáris fizikai székének alapítója és tudományos irányítója, a nagymagasságú Aragac és Nor-Amberd kutatóállomások  alapítója. Az 1970-es széles sávú szikrakamrákkal végzett munkáért A. Alihanyjan kollégáival együtt Lenin-díjat kapott. Később elindította a röntgenátmeneti sugárzásdetektorok kifejlesztését.

## Munkássága
Alihanyjan a magfizika, a kozmikus sugárzás, az elemi részecskefizika, a részecskegyorsítók és a technológia területén dolgozott. A munkatársaival együtt
- felfedezte az elektron-pozitron párok előállítását belső energiakonverzióval (1934),
- kísérletileg megerősítette az energiamegmaradást a pozitronok megsemmisítésekor (1936),
- nagyszámú radioaktív elem adatspektrumán végzett precíziós méréseket, és felfedezte a spektrum alakjának az atomszámtól való függését,
- javaslatot tett egy kísérleti módszerre, amellyel bizonyítható a neutronok létezése nukleáris visszacsatolás révén az elektron elfogásában a 7Be-ben,
- felfedezték a kozmikus sugarakban a gyors protonok áramlását, a protonok intenzív termelését a gyors neutronok által, ez az úgynevezett keskeny zuhany, és olyan részecskék első jeleit, amelyek tömege a müon és a proton között található,
- hozzájárult a nagy energiájú részecskék detektálására szolgáló módszerek fejlesztéséhez, különös tekintettel az Alihanyjan–Alihanov-tömegspektrométerre, a széles résű szikrakamrákra, valamint az átmeneti röntgensugárzást érzékelő detektorokra.

1963-ban bemutatta egy szikrakamra létrehozásának gondolatát, ahol a lemezek közötti hézag elég széles ahhoz, hogy megfigyelhető legyen akár 20 cm-es szikraút. A találmányt a szikrakamra történetének egyik legfontosabb mérföldkövének tartották.
Ő vezette a jereváni 6 GeV-os örmény elektronszinkrotron építését.

## Emlékezete

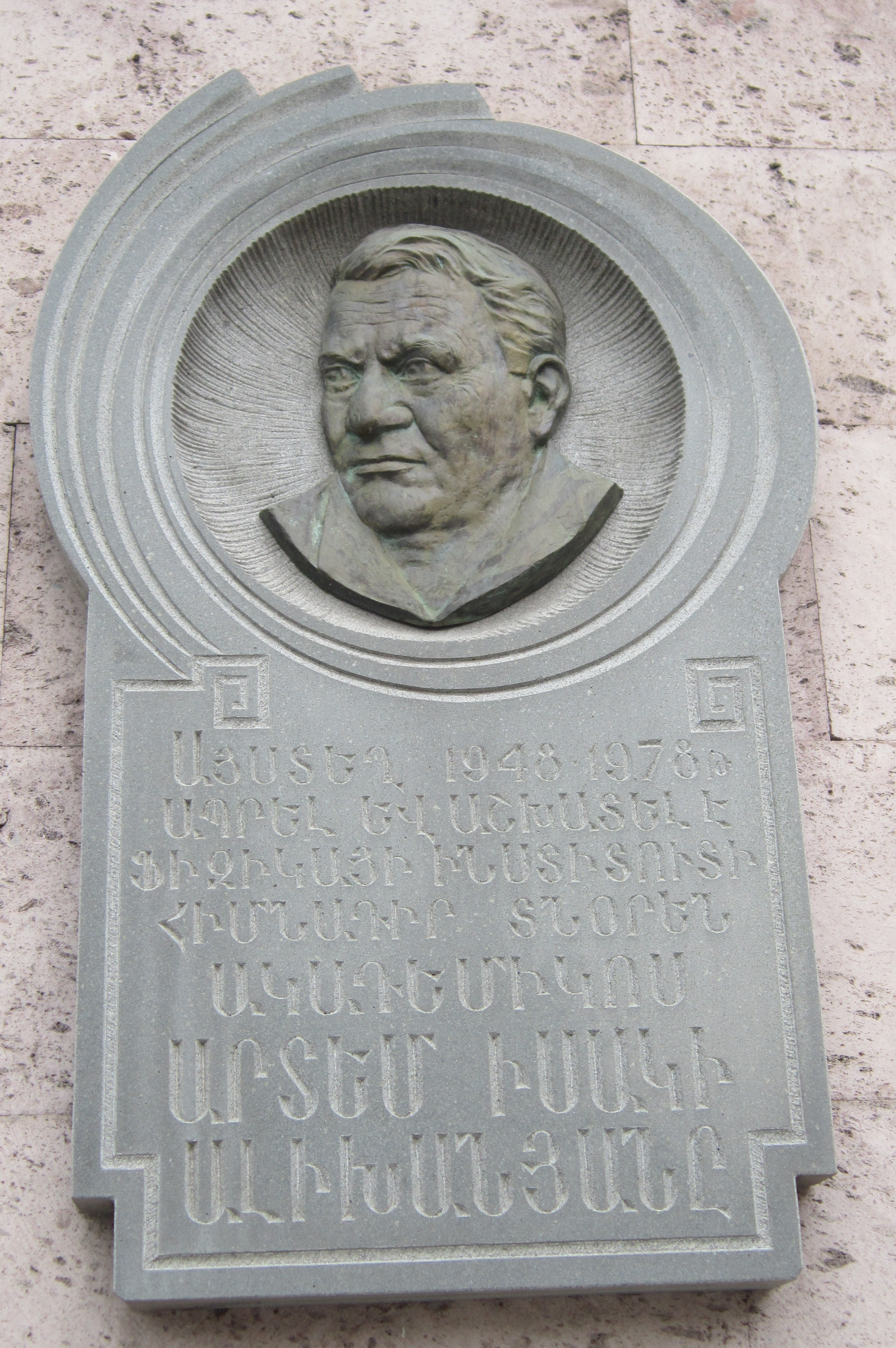
Artyom Alihanyjan emléktáblája a Baghramyan sugárúton, Jereván

Nevét a jereváni Fizikai Intézet és egy jereváni utca viseli. Szobra a jereváni Alihanyjan téren áll. A Jereván Fizikai Intézet központi épületében megnyílt egy Alihanyjan-emlékmúzeum is.

## Cikkei (válogatás)
- Alikhanian A.I., Alikhanov A.I., Nikitin S. Highly ionizing particles in soft component of cosmic rays J. Phys., 9, pp. 175–182, 1945.
- Alikhanian A.I., Asatiani T.L. Invistigation of Auger Showers. J. Phys., 9, pp. 167–174, 1945.
- Alikhanian A.I., Alikhanov A. I. Varitrons. Journal of Experimental and Theoretical Physics, 21, pp. 1023–1044, 1951 (In Russian).
- Alikhanian A.I., Avakian V.V., Mamidjanyan E.A., et al. A facility for identification of the hadrons with energy 300 GeV with transition radiation detector, Proceedings of the Soviet Academy of Sciences, Physics series, 38, pp. 1993–1995, 1974 (In Russian).

## Fordítás
- Ez a szócikk részben vagy egészben  az   Artem Alikhanian című angol Wikipédia-szócikk ezen változatának fordításán alapul.  Az eredeti cikk szerkesztőit annak laptörténete sorolja fel. Ez a jelzés csupán a megfogalmazás eredetét és a szerzői jogokat jelzi, nem szolgál a cikkben szereplő információk forrásmegjelöléseként.